# Ian Wood
Sir Ian Clark Wood (Aberdeen, 21 luglio 1942) è un imprenditore scozzese.

## Biografia
Ian Wood nacque ad Aberdeen il 21 luglio 1942.
Venne educato al Robert Gordon's College di Aberdeen. Nel 1964 si laureò in psicologia all'Università di Aberdeen.
Dopo aver lasciato l'università entrò nell'azienda di famiglia, diventando amministratore delegato nel 1967. È noto per il suo lavoro nell'industria petrolifera del Mare del Nord con il Wood Group ed ebbe in gran parte il merito di aver trasformato una società di dimensioni modeste, che serviva un mercato prevalentemente locale, a una grande azienda con attività in oltre 50 paesi. È stato amministratore delegato di Wood Group dal 1967 al 2006 e presidente fino al 2012. Wood è uno degli uomini più ricchi della Scozia con un patrimonio netto stimato a circa 2,15 miliardi di sterline nel 2015. L'anno precedente il suo patrimonio era stimato a 1,32 miliardi di sterline.
Nel 2007 Wood e la sua famiglia hanno fondato The Wood Foundation, un'organizzazione di beneficenza.
Nell'aprile del 2010, il consiglio comunale della città di Aberdeen ha accettato il suo investimento condizionale fino a 85 milioni di sterline -(50 subito confermato e altri 35 da impegnare nel caso in cui il progetto avesse superato il suo budget iniziale - in un progetto da 140 milioni che prevedeva di ridisegnare gli Union Terrace Gardens. Il progetto è stato supportato da alcune imprese locali nonostante l'opposizione di un gran numero di residenti locali. Il progetto degli Union Terrace Gardens è stato approvato con referendum  ma è stato successivamente respinto dal consiglio comunale.
Il 19 luglio 2012 Wood ha annunciato il suo ritiro dal ruolo di presidente del Wood Group e che gli sarebbe succeduto Allister Langlands.
Wood è presidente di The Wood Foundation e investen in due aree di attività: fare in modo che i mercati lavorino per i poveri dell'Africa subsahariana e lo sviluppo dei giovani in Scozia. La Fondazione applica i principi della venture philanthropy, investendo sia denaro che esperienza per ottenere un cambiamento sistemico.
Ha ricevuto lauree honoris causa dall'Università di Aberdeen nel 1984, dalla Robert Gordon University di Aberdeen nel 1998, dalla Glasgow Caledonian University nel 2002  e dall'Università Heriot-Watt di Edimburgo nel 2012. Dal 2004 è cancelliere della Robert Gordon University di Aberdeen.

## Vita personale
È sposato con Helen e ha tre figli e sei nipoti. Hanno una seconda casa a Loch Tummel, nel Perthshire.